# Lophogaster longirostris
Lophogaster longirostris is een kreeftachtigensoort uit de familie van de Lophogastridae. De wetenschappelijke naam van de soort is voor het eerst geldig gepubliceerd in 1896 door Faxon.